# Franz Xaver Wolfgang Mozart

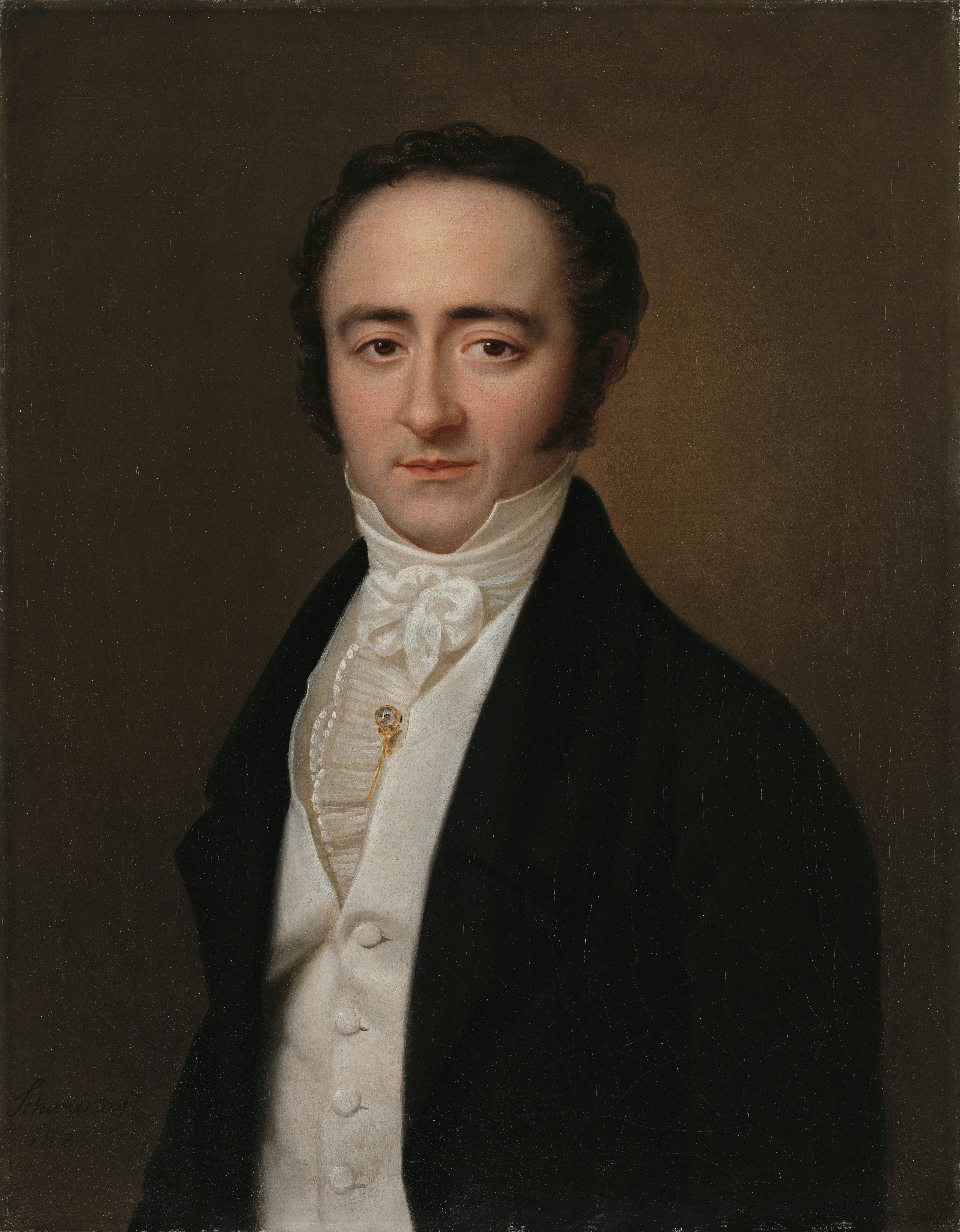
Franz Xaver Wolfgang Mozart
(ca.1825), Karl Schweikart, Lemberg

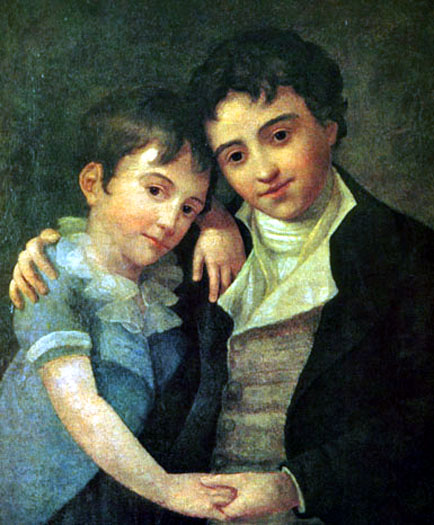
Carl Thomas (r) en Franz Xaver (l)
De zonen van Wolfgang Amadeus en Constanze Mozart
(1798), Hans Hansen, Geboortehuis van Mozart

Franz Xaver Wolfgang Mozart (Wenen, 26 juli 1791 - Karlsbad, 29 juli 1844) was het zesde en laatste kind van het echtpaar Mozart-Weber en samen met zijn broer Carl Thomas Mozart het enige dat de volwassen leeftijd zou bereiken. Hij werd amper vier maanden voor de dood van zijn vader Wolfgang Amadeus geboren.

## Biografie
In zijn tweede levensjaar kreeg hij van zijn moeder Constanze de naam Wolfgang Amadé II. Hij groeide op in Praag onder de goede zorgen van Franz Xaver Niemetschek, die later hoogleraar filosofie werd aan de Karelsuniversiteit. Vanaf 1798, het jaar waarin Niemetschek de eerste, door Constanze geautoriseerde Mozartbiografie publiceerde, volgde Wolfgang junior muzieklessen bij onder anderen Georg Vogler, Antonio Salieri, en Johann Nepomuk Hummel. Net als zijn vader begon ook hij reeds op jeugdige leeftijd muziekwerken te componeren. Zijn opus 1 werd gepubliceerd in Wenen in 1802, een pianokwartet in g-klein. Franz Xaver was toen elf jaar oud. Hij verwierf vrij snel enige bekendheid als pianist, maar bleef zijn hele leven in de schaduw van zijn vader, een situatie waarvan hij zich pijnlijk bewust was. Hij werd muziekleraar en kapelmeester te Lemberg (Lviv) en spoorde Ludwig von Köchel aan een catalogus samen te stellen van het oeuvre van Wolfgang Amadeus Mozart. In 1838 vestigde Franz Xaver zich te Wenen. Hij werd benoemd tot ere-Kapellmeister van het Mozarteum, dat in oktober 1841 zijn deuren opende te Salzburg. Het directeurschap van deze instelling waar zijn moeder zo voor geijverd had ging echter aan zijn neus voorbij.
Franz Xaver Mozart maakte een bescheiden carrière als componist onder de naam van zijn vader als Wolfgang Mozart junior. Zijn oeuvre bestaat voornamelijk uit kamermuziek, liederen en een aantal pianoconcerten. Zijn muziek wordt nauwelijks nog uitgevoerd.

## Oeuvre (selectie)
- Pianokwartet in g-mineur, Op. 1 (gepubliceerd in 1802)
- Cantata voor de verjaardag van Joseph Haydn, verloren gegaan (1805)
- Sonata voor Viool en Piano in B-majeur, Op. 7
- Pianosonate in G majeur, Op. 10
- 6 werken voor Fluit en 2 Hoorns, Op. 11
- Pianoconcert No. 1 in C-majeur, Op. 14 (gepubliceerd in 1811)
- Sonate voor Viool en Piano in F-majeur, Op. 15
- Six Polonaises mélancoliques voor piano, Op. 17
- Sonate voor cello of viool en piano in E-majeur, Op. 19 (gepubliceerd in 1820)
- Quatre Polonaises mélancoliques voor piano, Op. 22
- Variaties op een romance van Méhul, Op. 23
- Twee Polonaises voor piano, Op. 24
- Pianoconcert No. 2 in Es-majeur, Op. 25 (1818)
- Der erste Frühlingstag (De Eerste Lentedag), Cantate voor Solo, Koor en Orkest, Op. 28
- Festchor voor de onthulling van het Mozartmonument in Salzburg, Op. 30
- Symfonie
- Rondo in e-mineur voor fluit en piano
- Liederen met pianobegeleiding